# Таара
Таара (англ. Ta'ara, араб. تعارة) — поселення в Сирії, що складає невеличку друзьку общину в нохії Аль-Мазраа, яка входить до складу однойменної мінтаки Ес-Сувейда в південній сирійській мухафазі Ес-Сувейда.